# Easington (Durham)
Easington è un paese di 2 171 abitanti della contea di Durham, in Inghilterra.